# Psammitis laticeps
Psammitis laticeps is een spinnensoort uit de familie van de krabspinnen (Thomisidae).
De wetenschappelijke naam van de soort werd in 1933 als Xysticus laticeps gepubliceerd door Elizabeth Bangs Bryant.